# La sangre de un poeta
La Sangre de un Poeta (en francés: Le Sang d'un Poète) (1930) es una película vanguardista  dirigida por Jean Cocteau y financiada por Charles de Noailles. En esta película la fotógrafa Lee Miller haría su única aparición en el cine, que además cuenta con la aparición de la famosa trapecista Barbette. Es la primera parte de la Trilogía Orfica, que continúa con Orfeo (1950) y concluye con El Testamento de Orfeo (1960).

## Argumento
La Sangre de un Poeta está dividida en cuatro partes. En la primera, un artista dibuja un rostro y se sobresalta cuando su boca comienza a moverse. Tras frotar la boca, descubre que esta se ha trasladado a la palma de su mano. Después de experimentar, cae dormido y al despertar, pone la boca sobre la boca de una estatua femenina. 
En la segunda parte, la estatua le habla al artista y le engatusa para que pase a través de un espejo. El espejo enlaza a un hotel, donde el artista observa a través de la cerradura de varias puertas a diferentes personas como un fumador de opio o un hermafrodita. Al artista le entregan una pistola y una voz le instruye a cómo dispararse en la cabeza. Él lo hace, pero no muere. Grita que ya ha visto suficiente y vuelve a través del espejo. Finalmente rompe la estatua con un mazo.
En la tercera parte, algunos estudiantes están peleando con bolas de nieve. Un chico lanza una bola de nieve a uno más joven, pero esta resulta ser un trozo de mármol. El joven muere por el impacto.
En la parte final, un tramposo juega un juego de cartas con una mujer en una mesa puesta sobre el cuerpo del chico muerto. Los asistentes a una obra teatral observan. El tramposo extrae un as de corazones del bolsillo de la camisa del chico muerto. El ángel de la guarda del chico aparece y absorbe el cadáver. También quita el as de corazones de la mano del tramposo y se retira por un tramo de escaleras y a través de una puerta. Al darse cuenta de que ha perdido, el tramposo se suicida y los espectadores aplauden.  La mujer que jugaba con él se transforma en la estatua antes destrozada y se va a través de la nieve, sin dejar huellas. En los momentos finales de la película la estatua se muestra con una lira.
Durante la película se alterna imágenes oníricas, incluyendo modelos giratorios de alambre con cabeza humana y máscaras rotantes de doble cara.

## Reparto
- Enrique Riveros como el Poeta.
- Elizabeth Lee Miller como la Estatua.
- Pauline Carton
- Odette Talazac
- Jean Desbordes
- Fernand Dichamps
- Lucien Jager
- Feral Benga como el Angel Guardian.
- Barbette

## Producción
La Sangre de un Poeta fue financiada por Charles, vizconde de Noailles, quien le dio a Cocteau 1.000.000 de francos para la película. Cocteau invitó al vizconde y su esposa Marie-Laure de Noailles, junto con varios de sus amigos, a que aparecieran en una escena como los asistentes de una obra teatral. En la escena, hablan entre ellos y, en el momento justo, comienzan a aplaudir. Al ver la película terminada, se horrorizaron al saber que aplaudían un juego de cartas que terminaba con un suicidio, que había sido filmado por separado. Se negaron a que Cocteau estrenara la película que incluyera dicha escena, por lo que el director lo volvió a filmar con Barbette y algunos extras más.

## Estreno retrasado
Poco después de completar la película, comenzaron a circular rumores de que contenía un mensaje anticristiano. Esto, combinado con la recepción incidentada de otra controvertida película producida por Noailles, La Edad de Oro, llevó a la expulsión de Charles de Noailles del famoso Jockey Club de París, e incluso fue amenazado con la excommunión por la Iglesia Católica. El furor provoca que el estreno de La Sangre del Poeta sea retrasado por más de un año.